# Babiche

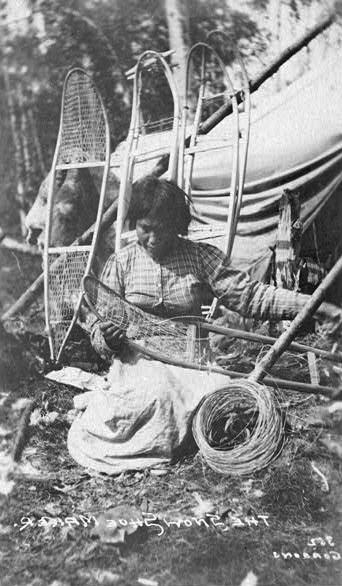
Raquettes construites à partir de babiche.

La babiche est une sorte de lanière de cuir fabriquée à partir de nerfs d'animaux par les premières nations et utilisée pour fabriquer plusieurs choses, dont notamment les raquettes à neige, cordes d'arc, lignes à pêche et sacs
La babiche est un cuir dénudé qu'on peut soit découper en lanière ou telle quelle. Elle est importante entre autres dans la fabrication des tambours sacrés.

## Étymologie
Babiche est une adaptation en français canadien du mot algonquin, lui-même dérivé du micmac ápapíj, lui-même dérivé d'ápapi, signifiant « corde » ou « fil ».